# Wehrgesetz
Das Wehrgesetz vom 21. Mai 1935 war ein Gesetz der nationalsozialistischen Reichsregierung, mit dem die Wehrpflicht für alle deutschen Männer wiedereingeführt wurde. Mit Verordnung vom 15. Juni 1938 wurde das Gesetz auch im Lande Österreich eingeführt.

## Entstehungsgeschichte
Das 14-Punkte-Programm des US-amerikanischen Präsidenten Woodrow Wilson vom 8. Januar 1918 sah zur Sicherung des Weltfriedens nach dem Ersten Weltkrieg die nationale Abrüstung „auf das niedrigste, mit der inneren Sicherheit zu vereinbarende Maß“  sowie die Wahrung der politischen Unabhängigkeit und territorialen Integrität  aller Staaten durch die friedliche Kooperation im Völkerbund vor. 1926 konnte das besiegte Deutsche Reich, das in Art. 231 des Friedensvertrags von Versailles die Alleinschuld am Ersten Weltkrieg anerkannt hatte, dem Völkerbund beitreten.
Infolge der Bestimmungen des Versailler Vertrags zur Demobilisierung der deutschen Streitkräfte war mit Gesetz vom 21. August 1920 die allgemeine Wehrpflicht abgeschafft worden. Die Reichswehr wurde personell auf ein Berufsheer von 100.000 Mann zuzüglich einer 15.000 Mann starken Marine reduziert. Die Einhaltung der Bestimmungen des Versailler Vertrags über die Beschränkung der deutschen Streitkräfte überwachte die Interalliierte Militär-Kontrollkommission.
Nach der Machtergreifung verließ der NS-Staat die  Genfer Abrüstungskonferenz und trat im Oktober 1933 aus dem Völkerbund aus. Bei der mit der Reichstagswahl verbundenen Volksabstimmung stimmten dieser Politik am 12. November 1933 nach offiziellen Angaben über 95 % der Deutschen zu.
Im August 1934 wurde mit dem Gesetz über die Vereidigung der Beamten und der Soldaten der Wehrmacht als Diensteid für die Soldaten der Wehrmacht der sog. Führereid eingeführt.
Am 16. März 1935 erklärte die Reichsregierung, Deutschland habe seine friedensvertraglichen Verpflichtungen erfüllt, „die hohen Vertragschließenden der ehemaligen Siegerstaaten“ jedoch nicht. Insbesondere die Sowjetunion und Frankreich hätten sich durch Aufrüstung „einseitig von den Verpflichtungen des Versailler Vertrages gelöst“. Die deutsche Regierung „als Wahrerin der Ehre und der Interessen der deutschen Nation“ wünschte, „das Ausmaß jener Machtmittel sicherzustellen, die nicht nur für die Erhaltung der Integrität des Deutschen Reiches, sondern auch für die internationale Respektierung und Bewertung Deutschlands als ein Mitgarant des allgemeinen Friedens erforderlich“ seien. Unter Berufung auf die Wehrhoheit wurde am selben Tag das Gesetz für den Aufbau der Wehrmacht im Reichsgesetzblatt verkündet, das den Dienst in der Wehrmacht aufgrund der allgemeinen Wehrpflicht vorsah. Nach dem Wehrgesetz vom 21. Mai 1935 war jeder deutsche Mann wehrpflichtig. Der Wehrdienst sei „Ehrendienst am deutschen Volke“.
Per Erlass legte der Führer und Reichskanzler Adolf Hitler im Februar 1939 den Heldengedenktag auf den 16. März als den Tag der Wiedereinführung der Wehrpflicht.

## Inhalt
Oberster Befehlshaber der Wehrmacht war Adolf Hitler.
Der Chef des Oberkommandos der Wehrmacht (OKW) und gleichzeitig mit den Aufgaben des Reichskriegsministers beauftragt war vom 8. Februar 1938 bis 9. Mai 1945 Wilhelm Keitel. Oberbefehlshaber des Heeres waren vom 20. April 1936 bis 4. Februar 1938 Werner Freiherr von Fritsch, vom 5. Februar 1938 bis 9. Dezember 1941 Walther von Brauchitsch, vom 9. Dezember 1941 bis zum 30. April 1945 Adolf Hitler und vom 30. April 1945 bis 23. Mai 1945 Ferdinand Schörner. Oberbefehlshaber der Kriegsmarine waren vom 20. April 1936 bis 30. Januar 1943 Erich Raeder und vom 30. Januar 1943 bis 23. Mai 1945 Karl Dönitz. Oberbefehlshaber der Luftwaffe war vom 7. März 1935 bis 24. April 1945 Hermann Göring.
Grundsätzlich übte Adolf Hitler das militärische Verordnungsrecht aus. Er konnte jedoch dem Reichskriegsminister und in den Fragen des Ersatzwesens und der Wehrüberwachung dem Reichsminister des Innern das Verordnungsrecht übertragen. Dies geschah mit Erlass vom 22. Mai 1935.

### Wehrpflicht

#### Dauer
Die Wehrpflicht dauerte vom vollendeten 18. Lebensjahr bis zu dem auf die Vollendung des 45. Lebensjahres folgenden 31. März. Vorangegangen war für die ältesten Jahrgänge der Hitler-Jugend eine vormilitärische Ausbildung in sog. Wehrertüchtigungslagern.
Die Wehrpflichtigen wurden in der Regel in dem Kalenderjahr, in dem sie das 20. Lebensjahr vollenden, zur Erfüllung der aktiven Dienstpflicht einberufen. Zur Landwehr gehörten die Wehrpflichtigen vom 1. April des Kalenderjahres, in dem sie ihr 35. Lebensjahr vollendeten, bis zu dem auf die Vollendung des 45. Lebensjahres folgenden 31. März. Die einberufenen Jahrgänge im Alter von über 45 Jahren bildeten den Landsturm.
Adolf Hitler setzte die Dauer der aktiven Dienstpflicht zunächst auf ein, kurz darauf auf zwei Jahre fest.
Im Kriege war jedoch „jeder über die Wehrpflicht hinaus zur Dienstleistung für das Vaterland verpflichtet.“ „Im Kriege und bei besonderen Notständen“ war außerdem der Reichskriegsminister ermächtigt, den Kreis der für die Erfüllung der Wehrpflicht in Betracht kommenden deutschen Männer zu erweitern. Mit Beginn des Zweiten Weltkriegs war die Befristung der aktiven Dienstpflicht daher hinfällig, sodass abhängig vom Einberufungsdatum u. U. für die gesamte Dauer des Krieges gedient werden musste. Bereits mit Verordnung vom 22. Februar 1938 hatte der Chef des OKW Wilhelm Keitel eine Wehrpflicht ohne zeitliche Begrenzung für Offiziere und Wehrmachtsbeamte im Offiziersrang angeordnet.

#### Voraussetzungen
Vor dem aktiven Wehrdienst musste die Arbeitsdienstpflicht  erfüllt werden.
Weitere Voraussetzung für den aktiven Wehrdienst war die „arische“ Abstammung. Nur Personen arischer Abstammung konnten Vorgesetzte in der Wehrmacht werden. Ein Prüfungsausschuss konnte zunächst Ausnahmen zulassen.
Nach der Verordnung über die Zulassung von Nichtariern zum aktiven Wehrdienst vom 25. Juli 1935 konnten Ausnahmen zugelassen werden für „Nichtarier“, die nicht mehr als zwei jüdische Großelternteile hatten. Männer, auf die diese Voraussetzung zutraf und die bei der Musterung als wehrfähig erachtet wurden, konnten beim „Prüfungsausschuss für die Zulassung zum aktiven Wehrdienst“ beantragen, zum aktiven Wehrdienst herangezogen zu werden, andernfalls wurden sie der Ersatzreserve II überwiesen.
Nach Erlass der Nürnberger Gesetze am 15. September 1935 wurde im Juni 1936 das Wehrgesetz geändert. § 15 des Wehrgesetzes erhielt folgende Fassung:
(2) Jüdische Mischlinge können nicht Vorgesetzte in der Wehrmacht werden.
§ 10 der Verordnung über das Erfassungswesen vom 15. Februar 1937 verlangte von jedem Dienstpflichtigen die Erklärung, dass ihm „nach sorgfältiger Prüfung keine Umstände bekannt sind, die die Annahme rechtfertigen könnten, dass er Jude ist.“ Aufgrund dieser Erklärung wurde gesetzlich vermutet, dass der Dienstpflichtige nicht Jude ist.
Die Abstammungserklärung füllte jeder Rekrut eigenhändig aus. Für die Behörden war sie nur mühsam überprüfbar. Die Forschung nimmt an, dass die meisten Soldaten zwar aus Angst vor Bestrafung wahrheitsgemäße Angaben machten, allerdings wurden die Angaben nur in seltenen Fällen nachgeprüft. Wenn man nicht denunziert wurde, habe meist die eigene Unterschrift unter der Erklärung ausgereicht, um dienen zu dürfen.
Zum 1. September 1937 beschloss die Reichsregierung die Erhebung einer Wehrsteuer. Wer nicht zur Erfüllung der zweijährigen aktiven Dienstpflicht einberufen wurde, war bis zur Vollendung des 45. Lebensjahres wehrsteuerpflichtig. Ungeachtet der Wehrpflicht musste jeder unbeschränkt Steuerpflichtige ab dem 4. September 1939 einen Kriegszuschlag zur Einkommensteuer entrichten.
Am 1. August 1940 verordnete Wilhelm Frick in seiner Eigenschaft als Reichsbevollmächtigter für die Reichsverwaltung mit Zustimmung des Bevollmächtigten für den Vierjahresplan Hermann Göring und des OKW, dass der Nachweis der deutschblütigen (arischen) Abstammung Behörden und Dienststellen der Wehrmacht gegenüber durch die Vorlage einer Bescheinigung als erbracht galt, dass ein Ariernachweis bereits vor einer anderen Stelle geführt worden war. Nach Bryan Mark Rigg konnten jüdische Mischlinge aufgrund einer solchen Deutschblütigkeitserklärung auch Offiziere der Wehrmacht werden.

#### Statistik
Im Jahr 1939 gehörten bei Ausbruch des Zweiten Weltkriegs rund 4,5 Millionen Soldaten der Wehrmacht an, 1945 waren es über 7,8 Mio.
Circa fünf Mio. deutsche Soldaten fielen, jeder dritte Wehrmachtangehörige starb an Verwundung, Krankheit, Unfall, Selbstmord, Erschöpfung oder in Kriegsgefangenschaft.

### Pflichten und Rechte der Wehrmachtsangehörigen
Angehörige der Wehrmacht waren die Soldaten (die im aktiven Wehrdienst stehenden  Offiziere, Unteroffiziere und Mannschaften) und die Wehrmachtbeamten (Beamte der Wehrverwaltung). Alle Angehörigen der Wehrmacht waren zur Verschwiegenheit über dienstliche Angelegenheiten, deren Geheimhaltung erforderlich oder angeordnet ist, verpflichtet.
Die Soldaten durften sich zunächst politisch nicht betätigen. Die Zugehörigkeit zur NSDAP oder zu einem der ihr angeschlossenen Verbände ruhte nach dem Wehrgesetz in seiner ursprünglichen Fassung für die Dauer des aktiven Wehrdienstes. Diese Bestimmung wurde zum 1. Oktober 1944 geändert. Seitdem hatten die Wehrmachtsangehörigen die Pflicht, „dienstlich und außerdienstlich im Sinne der nationalsozialistischen Weltanschauung zu wirken und sich jederzeit für die einzusetzen“. „Wesentlichste Aufgabe“ der Vorgesetzten war es, ihre Untergebenen nationalsozialistisch zu erziehen und zu führen. Die Mitgliedschaft in der NSDAP, ihren Gliederungen und angeschlossenen Verbänden blieb nun auch für die Dauer des aktiven Wehrdienstes in Kraft.
Besoldung, Verpflegung, Heilfürsorge und Unterhalt der Familienangehörigen waren während des Zweiten Weltkriegs im Einsatz-Wehrmachtsgebührnisgesetz geregelt.

## Aufhebung
Alle Gesetze, Befehle, Dienstanweisungen, Erlasse, Anordnungen und Verordnungen und sonstigen gesetzlichen Bestimmungen über den Militärdienst und die Registrierung der Militärdienstpflichtigen wurden nach dem Zweiten Weltkrieg mit dem Gesetz des Alliierten Kontrollrats Nr. 34 aufgehoben.
Die deutsche Wehrmacht hatte jedoch bereits mit der bedingungslosen Kapitulation rechtlich zu bestehen aufgehört. Die Proklamation Nr. 2, die Direktive Nr. 18 und das Gesetz Nr. 34 des Kontrollrats hatten, soweit sie sich auf die Auflösung der Wehrmacht bezogen, nur deklaratorischen Charakter.
In der Republik Österreich wurde das Wehrgesetz bereits mit Wirkung zum 27. April 1945 durch eine entsprechende Kundmachung der Provisorischen Staatsregierung aufgehoben.